# Travis Rettenmaier
Travis Rettenmaier, né le 6 août 1983 à Tarzana, est un joueur de tennis américain, professionnel de 2002 à 2012.

## Carrière
En 1998, Travis Rettenmaier figure au deuxième rang au classement national des moins de 14 ans.
Ses meilleurs résultats sont une demi-finale à Forest Hills en 2004, Surbiton en 2005 et une finale à Manchester en 2007 alors qu'il est classé 1244e. Il compte deux victoires au niveau ATP à Nottingham en 2005 contre Janko Tipsarević et à San José en 2006 face à Scoville Jenkins.
Il se spécialise dans le double à la fin de l'année 2008 et y remporte son seul titre sur le circuit ATP en 2010, à l'Open de Belgrade, associé à Santiago González. Il compte par ailleurs à son palmarès 19 tournois Challenger, le premier acquis dans sa ville natale de Tarzana en 2005 avec Alex Bogomolov. En 2009, il s'adjuge huit titres dont trois avec Carsten Ball.
Depuis 2020, il est joueur professionnel de pickleball.

## Palmarès

### Titre en double messieurs
| No | Date       | Nom et lieu du tournoi | Catégorie | Dotation  | Surface      | Partenaire        | Finalistes                        | Score     |          |
| -- | ---------- | ---------------------- | --------- | --------- | ------------ | ----------------- | --------------------------------- | --------- | -------- |
| 1  | 03-05-2010 | Serbia Open Belgrade   | ATP 250   | 373 200 € | Terre (ext.) | Santiago González | Tomasz Bednarek Mateusz Kowalczyk | 7-66, 6-1 | Parcours |

### Finale en double messieurs
| No | Date       | Nom et lieu du tournoi                             | Catégorie | Dotation  | Surface      | Vainqueurs                  | Partenaire        | Score    |          |
| -- | ---------- | -------------------------------------------------- | --------- | --------- | ------------ | --------------------------- | ----------------- | -------- | -------- |
| 1  | 05-07-2010 | Campbell’s Hall of Fame Championships Newport (RI) | ATP 250   | 442 500 $ | Gazon (ext.) | Carsten Ball Chris Guccione | Santiago González | 6-3, 6-4 | Parcours |

## Parcours dans les tournois duGrand Chelem

### En simple
N'a jamais participé à un tableau final.

### En double
| Année | Open d'Australie                                                                       | Open d'Australie                                                             | Internationaux de France                                                           | Internationaux de France                                                              | Wimbledon                                                                     | Wimbledon | US Open                                                                           | US Open |
| ----- | -------------------------------------------------------------------------------------- | ---------------------------------------------------------------------------- | ---------------------------------------------------------------------------------- | ------------------------------------------------------------------------------------- | ----------------------------------------------------------------------------- | --------- | --------------------------------------------------------------------------------- | ------- |
| 2005  | —                                                                                      | —                                                                            | —                                                                                  | —                                                                                     | —                                                                             | —         | 1er tour (1/32) A. Bogomolov \|\| style="text-align:left;" \| K. Beck J. Levinský |         |
| 2006  | —                                                                                      | —                                                                            | —                                                                                  | —                                                                                     | —                                                                             | —         | —                                                                                 | —       |
| 2007  | —                                                                                      | —                                                                            | —                                                                                  | —                                                                                     | —                                                                             | —         | —                                                                                 | —       |
| 2008  | —                                                                                      | —                                                                            | —                                                                                  | —                                                                                     | —                                                                             | —         | 1er tour (1/32) R. Ginepri \|\| style="text-align:left;" \| A. Delić A. Kuznetsov |         |
| 2009  | —                                                                                      | —                                                                            | —                                                                                  | —                                                                                     | 1er tour (1/32) S. González \|\| style="text-align:left;" \| M. Mirnyi A. Ram | —         | —                                                                                 |         |
| 2010  | 1er tour (1/32) J. Cerretani \|\| style="text-align:left;" \| P. Amritraj S. Devvarman | 1/8 de finale S. González \|\| style="text-align:left;" \| L. Dlouhý L. Paes | 2e tour (1/16) S. González \|\| style="text-align:left;" \| J. Benneteau M. Llodra | 1er tour (1/32) S. González \|\| style="text-align:left;" \| M. Granollers T. Robredo |                                                                               |           |                                                                                   |         |
| 2011  | —                                                                                      | —                                                                            | 1er tour (1/32) S. González \|\| style="text-align:left;" \| R. Schüttler A. Waske | 1er tour (1/32) R. Harrison \|\| style="text-align:left;" \| J. Melzer P. Petzschner  | —                                                                             | —         |                                                                                   |         |

N.B. : le nom du ou de la partenaire se trouve sous le résultat ; le nom des ultimes adversaires se trouve à droite.

### En double mixte
| Année | Open d'Australie | Open d'Australie | Internationaux de France | Internationaux de France | Wimbledon | Wimbledon | US Open                       | US Open                      |
| ----- | ---------------- | ---------------- | ------------------------ | ------------------------ | --------- | --------- | ----------------------------- | ---------------------------- |
| 2009  | -                | -                | -                        | -                        | -         | -         | 1er tour (1/16) Angela Haynes | A.-L. Grönefeld Mark Knowles |

N.B. : le nom de la partenaire se trouve sous le résultat ; le nom des ultimes adversaires se trouve à droite.